# Désiré de Keghel

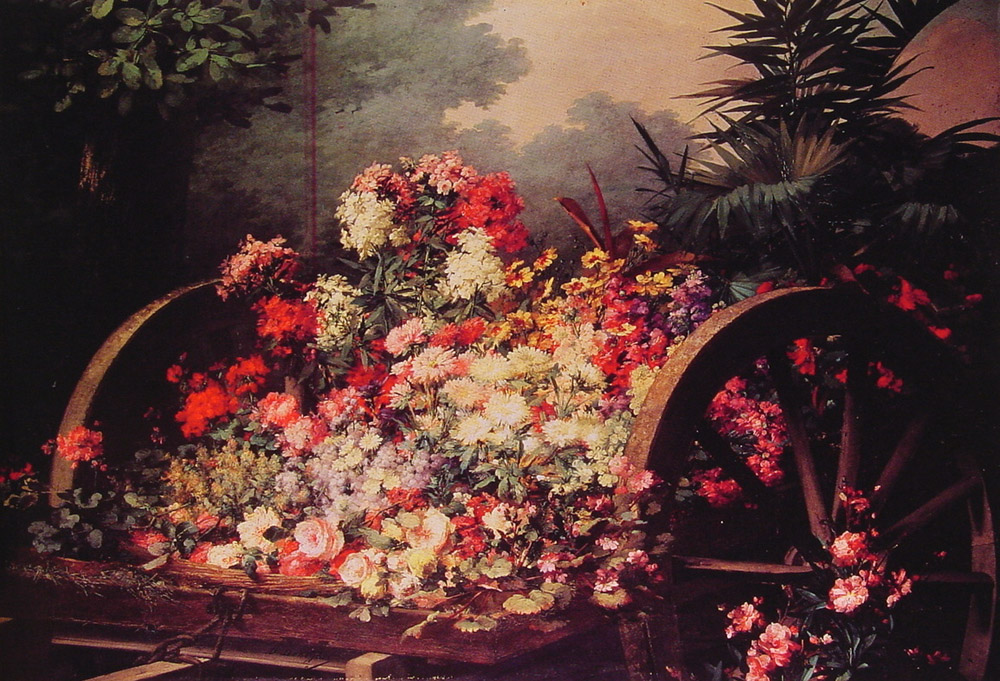
"A cart of wild flowers" de Desire de Keghel

Désiré de Keghel (né à Gand en 1839, décédé en 1901 dans sa ville natale) est un artiste peintre. Il est le frère du peintre Jules de Keghel (1834-1879).
Il eut comme disciple sa nièce Alice de Keghel.

## Biographie
Après une formation à l’Académie royale des beaux-arts de Gand, il fait principalement carrière comme peintre de fleurs au pinceau délicat dont le genre était apprécié dans cette ville passionnée de botanique et célèbre pour ses floralies.
Plusieurs musées conservent ses œuvres, à Gand l’on peut voir sa composition Étalage de fleurs, à Courtrai, Azalées.